# حسن حبیبی
حسن ابراهیم حبیبی (۱۵ اسفند ۱۳۱۵ – ۱۲ بهمن ۱۳۹۱) سیاستمدار، از اعضای برجسته نهضت آزادی و حزب جمهوری اسلامی و حقوقدان ایرانی بود که از فروردین تا شهریور ۱۳۷۶ به عنوان نخستین دبیر مجمع تشخیص مصلحت نظام فعالیت کرد. او نیز وزیر ارشاد دولت بازرگان، وزیر علوم و آموزش عالی و پس از آن وزیر دادگستری دولت میرحسین موسوی، نخستین معاون اول رئیس‌جمهور ایران در دولت هاشمی رفسنجانی و نیز دولت نخست خاتمی بود. حبیبی، دارای مدرک دکترای جامعه‌شناسی و حقوق از دانشگاه سوربون بود. وی همچنین رئیس بنیاد ایران‌شناسی و از جمله حقوق‌دانانی بود که پس از انقلاب ایران، پیش‌نویس قانون اساسی جمهوری اسلامی را با استفاده از قوانین اساسی سایر کشورها تهیه کرد. او تا پایان عمر عضو شورای عالی انقلاب فرهنگی و مجمع تشخیص مصلحت نظام بود. وی عضو دیوان داوری بین‌المللی، رئیس فرهنگستان زبان و ادب فارسی و مدیر گروه واژه‌گزینی فرهنگستان زبان و ادب فارسی نیز بود.
حسن حبیبی در نخستین دوره انتخابات ریاست جمهوری ایران در سال ۱۳۵۸ کاندیدا شد و مورد حمایت حزب جمهوری اسلامی هم قرار گرفت اما با ۶۷۶ هزار رأی معادل ۴٫۸٪ آراء پس از ابوالحسن بنی‌صدر و احمد مدنی در رده سوم قرار گرفت. وی در انتخابات ریاست‌جمهوری ۱۳۷۶ هم قرار بود به دعوت حزب کارگزاران سازندگی ایران نامزد ریاست‌جمهوری شود اما با کاندیداتوری سید محمد خاتمی از سوی جناح چپ، از کاندیداتوری خودداری کرد تا آرای این جریان در برابر ناطق نوری و محمدی ری شهری نشکند. او هم چنین در زمان اعدام دسته‌جمعی زندانیان سیاسی ایران در تابستان ۱۳۶۷ وزیر دادگستری بود و عفو بین‌الملل معتقد است که حبیبی از اعدام‌ها با خبر بود. دو سال پس از فوت وی، در سال ۱۳۹۳ نشان افتخار جهادگر عرصه فرهنگ و هنر برای سال‌ها فعالیت فرهنگی به خانواده اش اهدا شد.

## سوابق اجرایی
1. وزیر فرهنگ و آموزش عالی،
2. نخستین رئیس فرهنگستان زبان و ادب فارسی،
3. وزیر دادگستری
4. عضو حقوقدان شورای نگهبان
5. معاون اول رئیس‌جمهوری،
6. عضو شورای عالی انقلاب فرهنگی،
7. عضو هیئت‌امنای فرهنگستان‌های جمهوری اسلامی ایران،
8. عضو هیئت‌امنای کتابخانه مجلس شورای اسلامی،
9. عضو کمیسیون ملّی یونسکو (ایران)،
10. عضو دیوان داوری (لاهه).
11. دریافت‌کنندهٔ نشان استقلال ۲/۴/۱۳۷۶،
12. رئیس فرهنگستان زبان و ادب فارسی، مدیر گروه واژه‌گزینی فرهنگستان زبان و ادب فارسی، رئیس بنیاد ایران‌شناسی.
13. عضو شورای بازنگری قانون اساسی[۱۱]

## درگذشت

قبرهای صحن روح‌الله خمینی

حبیبی به دلیل نارسایی قلبی و جراحی معده در بخش CCU بیمارستان فرهنگیان تهران بستری بود و در ساعت ۱ بامداد روز پنج‌شنبه مورخهٔ ۱۲ بهمن ۱۳۹۱ در پی یک دوره کسالت طولانی و بستری در بیمارستان فرهنگیان تهران درگذشت. برای درگذشت وی مسوولین ارشد جمهوری اسلامی ایران از جمله سید علی خامنه‌ای رهبر انقلاب اسلامی، پیام تسلیت صادر نمود. پیکر وی در روز جمعه ۱۳ بهمن ۱۳۹۱ پس از تشییع از مقابل بنیاد ایران‌شناسی در آرامگاه روح‌الله خمینی دفن شد. بر روی سنگ قبر وی نوشته شده‌است: فرزند باقر و فاطمه، در واقع هم نام پدر و هم نام مادرش بر روی سنگ حک شده‌است.

## کتاب‌شناسی

حسن حبیبی در اوایل انقلاب اسلامی ایران